# Přibice
Přibice település Csehországban, a Brno-vidéki járásban. Přibice Pohořelice, Vranovice, Ivaň és Žabčice településekkel határos. Lakosainak száma 1085 fő (2024. január 1.).

## Népesség
A település lakosságának változását az alábbi diagram mutatja:
| Lakosok száma | 762  | 1053 | 1145 | 1310 | 1123 | 1063 | 1036 | 1025 | 1012 | 1085 |
|               | 1869 | 1900 | 1921 | 1961 | 1980 | 2011 | 2016 | 2019 | 2021 | 2024 |